# International Society of Arachnology
L’International Society of Arachnology (ou Société internationale d'arachnologie) est la première organisation internationale dont le but est de promouvoir l'étude des arachnides, à l'exception des acariens, pour lesquels existent d'autres organisations. L’ISA regroupe actuellement 600 membres venant de 66 pays. 
L’ISA organise des congrès internationaux tous les trois ans. Le dernier s'est tenu en Belgique en 2004. L'organisation fait également paraître tous les ans la Liste des travaux arachnologiques, qui fait la liste des publications dans ce domaine de recherche. La liste de 1998 référencie ainsi environ 1 850 références. L'organisation joue le rôle de consultant ou d'agent de liaison auprès de diverses structures dont l’AIBS, l’IUBS, l’UICN, l’Unesco, l’ICZN et d'autres. L’ISA a pris la suite des activités du Centre international d'information arachnologique.